# Amedeo Biavati
Amedeo Biavati (* 4. April 1915 in Bologna; † 22. April 1979 ebenda) war ein italienischer Fußballspieler.
Biavati gilt als einer der besten italienischen Linksaußen vor dem Zweiten Weltkrieg. Er war ein schneller, eleganter Spieler und großartiger Dribbler. 1938 wurde er mit Italien Fußball-Weltmeister.

## Karriere
Amedeo Biavati begann seine Karriere beim größten Verein seiner Heimatstadt, dem FC Bologna, der in dieser Zeit AGC Bologna hieß und bei dem er auch den größten Teil seiner Laufbahn verbrachte. Im Alter von 18 Jahren gab er, am 21. Mai 1933 beim 7:0 gegen die AS Casale, als Halbstürmer sein Serie-A-Debüt und erzielte dabei, innerhalb von zwei Minuten, zwei Treffer. Nur zwei Wochen später, beim 3:0 gegen den AC Mailand, traf er zweimal. Trotz dieser starken Leistungen blieb Biavati bis 1934 nur Ersatzspieler, da er mit Raffaele Sansone und Bruno Maini starke Konkurrenz auf seiner Position hatte. 1934 feierte er mit dem Gewinn des Mitropapokals den ersten großen Erfolg seiner Laufbahn.
1934/35 spielte Amedeo Biavati bei Catania Calcio in der Serie B, wo er Stammkraft war und neun Tore erzielte. Nach seiner Rückkehr nach Bologna gelang es ihm nur langsam, sich in die Stammelf des damaligen Trainers Árpád Weisz zu spielen. 1935/36 und 1936/37 errang er mit der AGC Bologna die italienische Meisterschaft. Nach einer weiteren Spielzeit als Leistungsträger wurde Biavati, obwohl er noch nie ein Länderspiel bestritten hatte, von Nationaltrainer Vittorio Pozzo in den Kader der Italiener für die Weltmeisterschaft 1938 in Frankreich berufen. Im Rahmen dieses Turniers debütierte er am 12. Juni 1938 beim Viertelfinalspiel gegen den Gastgeber in der Squadra Azzurra. Seine Leistung in diesem Spiel beeindruckte Pozzo so sehr, dass er Biavati im Halbfinale und Endspiel von Beginn an aufbot und dafür den Triestiner Piero Pasinati aus der Mannschaft nahm. Durch den 4:2-Sieg im Finale gegen Ungarn wurde Amedeo Biavati mit Italien schließlich Fußball-Weltmeister.
Dieser Erfolg festigte auch seinen Platz in der Mannschaft der AGC Bologna. Unter dem österreichischen Trainer Hermann Felsner feierte Biavati 1938/39 und 1940/41 zwei weitere Scudetti. Danach unterbrach der Zweite Weltkrieg seine Karriere. Nach Wiederaufnahme des Spielbetriebs stand Amedeo Biavati noch bis 1947 für die Nationalmannschaft auf dem Feld. Bei seinem letzten Länderspiel, am 9. November 1947 in Wien gegen Österreich, musste er mit einem 1:5 seine erste und einzige Niederlage als Nationalspieler hinnehmen.
Im Jahr 1948 beendete Amedeo Biavati beim FC Bologna seine aktive Karriere, danach arbeitete er als Spielertrainer bei einigen unterklassigen Mannschaften. Später war er Angestellter des FC Bologna in dessen Sportstätten.

## Erfolge
- Mitropapokal: 1934
- Italienische Meisterschaft: 1935/36, 1936/37, 1938/39, 1940/41
- Weltmeister: 1938